# Giacinto di Collegno
Giacinto Provana comte de Collegno, né le 4 juin 1793 à Turin, mort le 27 septembre 1856 à Baveno, est un militaire de carrière et homme politique italien, qui fut sénateur et ministre de la guerre lors de l'investiture du premier ministre Gabrio Casati, sous le royaume de Sardaigne au XIXe siècle.

## Biographie
Giacinto di Collegno descendant d'une famille bourgeoise et appartenant à la petite noblesse, est le fils de Giuseppe Francesco Giovanni Nepomuceno Provana di Collegno (francisé : Joseph-François-Marie Provana, comte de Collegno)  et de la savoyarde Anne Morand de Saint-Sulpice. Giacinto di Collegno est un général du génie militaire, ami de Giuseppe Garibaldi, patriote pour la liberté et l'unité italienne. Giacinto di Collegno étudie la botanique avec Augustin Pyrame de Candolle, et la géologie avec Léonce Élie de Beaumont à Paris, avec qui il étudiera la géologie, des Alpes, les causes maritimes dans les Landes, et modifiera la carte géologique italienne. Officier supérieur dans l'armée napoléonienne et dans l'armée sarde, il participe à la révolution piémontaise en 1821. Émigré et proscrit par son pays, il s'engage avec le colonel Charles Nicolas Fabvier, aux côtés des libéraux espagnols contre les partisans absolutistes de Ferdinand VII et les troupes expéditionnaires françaises, dépêchées par le gouvernement de Louis XVIII au nom de la Sainte-Alliance. Soldat volontaire au service de l'Espagne constitutionnelle, il combat sur les bords de la Bidassoa en avril 1823,l'armée du duc d'Angoulême.
Fervent défenseur de l'indépendance grecque, il s'engage volontaire avec le grade de commandant. Enfermé dans la citadelle de Navarin, assiégée et prise par Ibrahim Pacha en mai 1825 après la bataille de Sphactérie, il perd son meilleur ami le comte Santorre de Santa Rosa, en défendant l'ile de Sphacterie contre l'armée égyptienne. Giacinto Provana raconte dans son mémoire « Diario dell'assedio di Navarino », l'histoire de cette défense qui dura trente jours. Promu successivement major-général, lieutenant-général, puis général, il est nommé ministre de la guerre dans le gouvernement de Gabrio Casati], puis président du conseil du royaume de Sardaigne du 27 juillet au 15 août 1848. Envoyé en France comme Ministre plénipotentiaire du (28 décembre 1851 au 29 août 1852), et est nommé membre consultatif du conseil permanent de la guerre'.

## Distinctions
- Membre de la Commission pour l'examen du projet de loi sur le recrutement militaire 5 février 1851 - 29 décembre 1853
- Membre de la Commission des finances : 5 février 1851 au 27 février 1852; 9 décembre 1852 au 21 novembre 1853; 13 mai 1854 au 29 mai 1855; 23 novembre 1855 au 16 juin 1856
- Membre de la Commission pour ériger un monument en l'honneur du roi Charles-Albert de Sardaigne 31 mars 1853

## Décorations
- : Chevalier de la Légion d'honneur
- : Grand officier de l'ordre militaire de Savoie
- : Chevalier de l'Ordre des Saints-Maurice-et-Lazare
- : Commandeur de l'Ordre de Léopold